# Burislev de Suède
Burislev ou Boleslaw de Suède  (suédois: Burislev) prétendant au trône de Suède entre 1167 et 1173.

## Origine
Burislev est le nom d'un fils de Sverker l’Ancien roi de Suède et de sa seconde épouse Richiza de Pologne qui portait le nom de « Boleslaw » celui de son grand-père maternel le duc Boleslas III le Bouche-Torse.

## Prétendant
Après le meurtre en 1167 du roi Karl Sverkersson tué par Knut Éricksson, deux prétendants nommés dans le chapitre 15 de la Västgötalagen: « koll konongh. oc byrisleph konongh » contrôlent pendant quelques années une partie du pays sans doute l’Östergötland dont leur famille était originaire. Le premier est Kol de Suède. 
Le second Burislev; « byrisleph konongh » est identifié soit avec le fils de Sverker Ier de Suède soit avec un fils homonyme du prince royal Johan Sverkersson l'Ancien,.
S'il s’agit bien du fils de Sverker l'Ancien comme l'évoque dans une déclaration en 1231 le roi Valdemar II de Danemark il disparaît de l’histoire tué par Knut Ericsson ou réfugié en Pologne après 1173.  L’historien suédois Adolf Schück  soutient  l’hypothèse que c’était son neveu, Burislev  Johansson, inhumé à l’abbaye de Vreta qui était le prétendant au trône et non pas, Burislev  Sverkersson.

## Sources
- (en) Philip Line Kingship and state formation in Sweden, 1130-1290, Library of Congres 2007  (ISBN 9789004155787).